# Oddfríður Marni Rasmussen
Oddfríður Marni Rasmussen, född 22 februari 1969 i Torshamn, är en färöisk författare.

## Priser och utmärkelser
- Färöarnas litteraturpris 2000 i kategorin skönlitteratur.